# Episodi di Crescere, che fatica! (seconda stagione)
La seconda stagione della serie televisiva Crescere, che fatica! è stata trasmessa in anteprima negli Stati Uniti d'America dalla ABC tra il 23 settembre 1994 e il 19 maggio 1995.
| nº | Titolo originale                         | Titolo italiano | Prima TV USA      | Prima TV Italia |
| -- | ---------------------------------------- | --------------- | ----------------- | --------------- |
| 1  | Back 2 School                            |                 | 23 settembre 1994 |                 |
| 2  | Pairing Off                              |                 | 30 settembre 1994 |                 |
| 3  | Notorious                                |                 | 7 ottobre 1994    |                 |
| 4  | Me and Mr. Joad                          |                 | 14 ottobre 1994   |                 |
| 5  | The Uninvited                            |                 | 21 ottobre 1994   |                 |
| 6  | Who's Afraid of Cory Wolf?               |                 | 28 ottobre 1994   |                 |
| 7  | Wake Up, Little Cory                     |                 | 4 novembre 1994   |                 |
| 8  | Band on the Run                          |                 | 11 novembre 1994  |                 |
| 9  | Fear Strikes Out                         |                 | 18 novembre 1994  |                 |
| 10 | Sister Theresa                           |                 | 25 novembre 1994  |                 |
| 11 | The Beard                                |                 | 9 dicembre 1994   |                 |
| 12 | Turnaround                               |                 | 16 dicembre 1994  |                 |
| 13 | Cyrano                                   |                 | 6 gennaio 1995    |                 |
| 14 | I Am Not a Crook                         |                 | 13 gennaio 1995   |                 |
| 15 | Breaking Up Is Really, Really Hard to Do |                 | 27 gennaio 1995   |                 |
| 16 | Danger Boy                               |                 | 3 febbraio 1995   |                 |
| 17 | On the Air                               |                 | 10 febbraio 1995  |                 |
| 18 | By Hook or by Crook                      |                 | 17 febbraio 1995  |                 |
| 19 | Wrong Side of the Tracks                 |                 | 24 febbraio 1995  |                 |
| 20 | Pop Quiz                                 |                 | 10 marzo 1995     |                 |
| 21 | The Thrilla' in Phila'                   |                 | 5 maggio 1995     |                 |
| 22 | Career Day                               |                 | 12 maggio 1995    |                 |
| 23 | Home                                     |                 | 19 maggio 1995    |                 |